# Piper hookerianum
Piper hookerianum är en pepparväxtart som beskrevs av C. Dc.. Piper hookerianum ingår i släktet Piper och familjen pepparväxter. Inga underarter finns listade i Catalogue of Life.